# Симбуховский сельский округ
Симбуховский сельский округ — упразднённая административно-территориальная единица, существовавшая на территории Наро-Фоминского района Московской области в 1994—2006 годах.
Симбуховский сельсовет был образован в первые годы советской власти. По данным 1923 года он входил в состав Смолинской волости Можайского уезда Московской губернии.
В 1927 году из Симбуховского с/с был выделен Алексинский с/с.
В 1926 году Симбуховский с/с включал село Симбухово, деревни Алексино и Тютчево, а также агропункт и Дмитровский посёлок.
В 1929 году Симбуховский сельсовет вошёл в состав Верейского района Московского округа Московской области. При этом к нему был присоединён Алексинский с/с.
17 июня 1939 года к Симбуховскому с/с был присоединён Субботинский с/с (селения Кураново и Субботино).
14 июня 1954 года к Симбуховскому с/с был присоединён Рождественский с/с.
3 июня 1959 года Верейский район был упразднён и Симбуховский с/с вошёл в Наро-Фоминский район.
29 августа 1959 года к Симбуховскому с/с были присоединены Богородский и Новоивановский с/с.
30 декабря 1962 года Наро-Фоминский район был упразднён и Симбуховский с/с вошёл в Можайский сельский район. 11 января 1965 года Симбуховский с/с был возвращён в восстановленный Наро-Фоминский район.
21 мая 1965 года из Симбуховского с/с в Рузский район были переданы селения Богородское, Златоустово, Ильятино, Колодкино, Ленинка, Лунинка, Митинка, Новое Ивановское, Новое Михайловское, Новая Николаевка, Новое Никольское, Петропавловское, Старое Никольское, Таганово, посёлки торфопредприятия и подсобного хозяйства «Шаликово». Они образовали новый Колодкинский сельсовет.
4 апреля 1973 года из Веселёвского с/с в Симбуховский были переданы селения Волково, Каменка и Ястребово. Одновременно из Афанасьевского с/с в Симбуховский был передан посёлок Пионерский.
30 мая 1978 года в Симбуховском с/с было упразднено селение Новопавловское.
3 февраля 1994 года Симбуховский с/с был преобразован в Симбуховский сельский округ.
В ходе муниципальной реформы 2004—2005 годов Симбуховский сельский округ прекратил своё существование как муниципальная единица. При этом все его населённые пункты были переданы в городское поселение Верея.
29 ноября 2006 года Симбуховский сельский округ исключён из учётных данных административно-территориальных и территориальных единиц Московской области.